# 라시드 스타디움

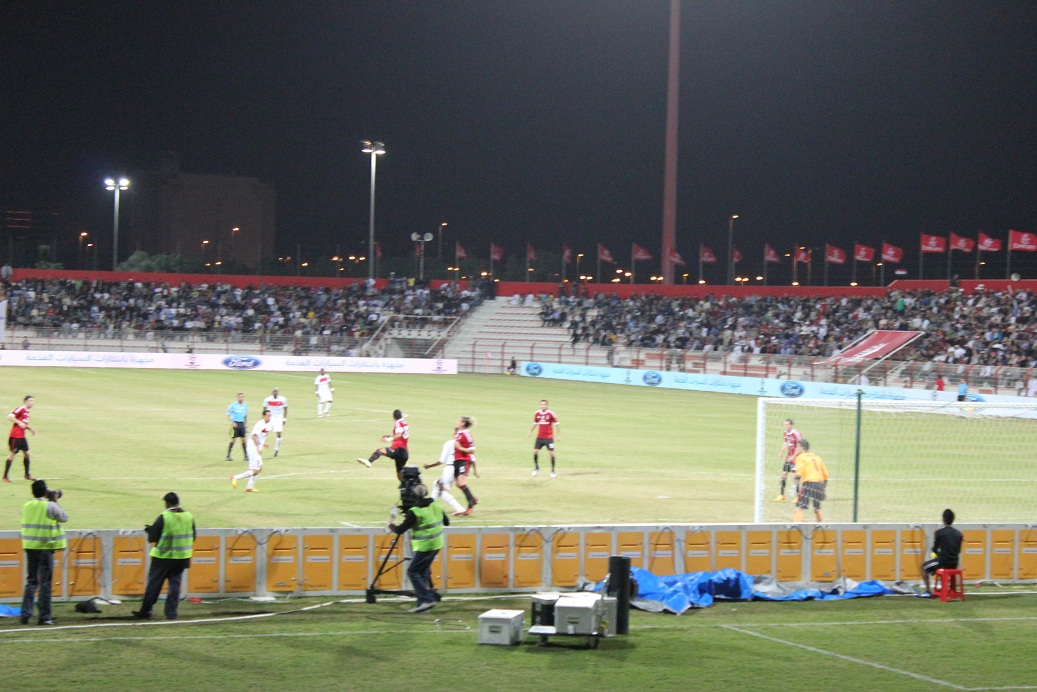
Rashid Stadium, January 2012 (A.C. Milan vs PSG)

알라시드 스타디움(아랍어: استاد راشد, 영어: Rashid Stadium)은 아랍에미리트 두바이에 위치한 다목적 경기장이다. 이 경기장은 주로 주로 축구와 럭비 경기에 사용된다. 1948년에 완공되었으며 18,000명을 수용할 수 있다.
UAE 아라비안 걸프 리그에 참가하는 아랍에미리트의 축구단 샤바브 알아흘리 두바이 FC의 홈구장이다.
2003년 FIFA 세계 청소년 축구 선수권 대회와 2013년 FIFA U-17 월드컵과 같은 국제 축구 대회가 열린 경기장이기도 하다.